# Mercedes-Benz Mobility
Als Tochtergesellschaft der Mercedes-Benz Group AG ist die Mercedes-Benz Mobility AG (ehemals Daimler Financial Services AG und Daimler Mobility AG) spezialisiert auf Dienstleistungen für Pkw und Vans im Bereich Finanzierung, Leasing und Versicherung.
Das Geschäftsfeld Mercedes-Benz Mobility bietet über die Mercedes-Benz Bank oder Auslandsgesellschaften wie Mercedes-Benz Financial automobilbezogene Finanzdienstleistungen an. Die Produktpalette reicht von Leasing- und Finanzierungsangeboten, über die Vermittlung von Versicherungen bis hin zu einem herstellerübergreifenden Pkw-Flottenmanagement unter der Marke Athlon. Einen zentralen Teil des heutigen Produktportfolios stellen außerdem die On-Demand-Mobilitätsdienstleistungen mit App-basierenden Mobilitätslösungen wie Carsharing, Mobilitätsplattformen oder Fahrdiensten dar.
Im Rahmen der Mobilitätsaktivitäten von Daimler Mobility wurde am 22. Februar 2019 der Start der Joint Ventures mit der BMW Group in den Bereichen Carsharing, Ride-Hailing, Parking, Charging und Multimodalität angekündigt.
Das Unternehmen ist in 35 Ländern präsent und beschäftigt weltweit rund 10.000 Mitarbeiter.
Das Unternehmen ging aus der Finanzsparte der debis hervor. Am Konsortium Toll Collect, das in Deutschland ein System zur elektronischen Mauterhebung bei Lkw ab 7,5 t betreibt, ist Mercedes-Benz Mobility seit September 2018 nicht mehr beteiligt. Im Zuge eines Restrukturierungsprogramms verlagerte das Unternehmen seinen Sitz in den Jahren 2010 bis 2012 von Berlin nach Stuttgart. Im Juli 2025 wurde bekannt, dass die Mercedes-Benz Mobility Ende 2025 mit dem Mutterkonzern verschmolzen wird.